# Municipio de Larned
El municipio de Larned (en inglés: Larned Township) es un municipio ubicado en el condado de Pawnee en el estado estadounidense de Kansas. En el año 2010 tenía una población de 255 habitantes y una densidad poblacional de 2,94 personas por km².

## Geografía
El municipio de Larned se encuentra ubicado en las coordenadas 38°13′13″N 99°4′32″O / 38.22028, -99.07556. Según la Oficina del Censo de los Estados Unidos, el municipio tiene una superficie total de 86.86 km², de la cual 86,86 km² corresponden a tierra firme y (0 %) 0 km² es agua.

## Demografía
Según el censo de 2010, había 255 personas residiendo en el municipio de Larned. La densidad de población era de 2,94 hab./km². De los 255 habitantes, el municipio de Larned estaba compuesto por el 90,98 % blancos, el 4,71 % eran afroamericanos, el 2,75 % eran de otras razas y el 1,57 % eran de una mezcla de razas. Del total de la población el 3,53 % eran hispanos o latinos de cualquier raza.